# Линдстром (Минесота)
Линдстром (енгл. Lindstrom) град је у америчкој савезној држави Минесота.

## Демографија
По попису из 2010. године број становника је 4.442, што је 1.427 (47,3%) становника више него 2000. године.
| Група             | 2000.         | 2010.         |
| Белци             | 2.924 (97,0%) | 4.269 (96,1%) |
| Афроамериканци    | 6 (0,2%)      | 18 (0,4%)     |
| Азијати           | 15 (0,5%)     | 28 (0,6%)     |
| Хиспаноамериканци | 34 (1,1%)     | 54 (1,2%)     |
| Укупно            | 3.015         | 4.442         |